# Seznam hor a kopců v okrese Plzeň-sever
Abecední seznam pojmenovaných vrcholů (hor a kopců) v okrese Plzeň-sever.
Na území okresu zasahují tři geomorfologické celky:
- Plaská pahorkatina se všemi svými podcelky: Stříbrská pahorkatina, Kaznějovská pahorkatina, Kralovická pahorkatina, Plzeňská kotlina
- Rakovnická pahorkatina s podcelky: Manětínská vrchovina, Žihelská pahorkatina
- okrajově Tepelská vrchovina s podcelky: Bezdružická vrchovina, Toužimská plošina

| Vrchol                         | Nadmořská výška (m) | Souřadnice                       | Podcelek                | Poloha                                 | Ref.              |
| ------------------------------ | ------------------- | -------------------------------- | ----------------------- | -------------------------------------- | ----------------- |
| Berdovna                       | 513,4               | 49°52′49″ s. š., 13°20′24″ v. d. | Kaznějovská pahorkatina | jihozápadně od Kaznějova               | [ 1 ]             |
| Bílá skála                     | 500,3               | 50°1′5″ s. š., 13°30′58″ v. d.   | Žihelská pahorkatina    | severně od Hradecka                    | [ 1 ] [ 2 ]       |
| Bílý vrch                      | 400,0               | 49°56′4″ s. š., 13°31′27″ v. d.  | Kralovická pahorkatina  | jihovýchodně od Lednice                |                   |
| Bofort                         | 715,1               | 50°0′28″ s. š., 13°3′56″ v. d.   | Bezdružická vrchovina   | severně od Bezvěrova                   | [ 1 ] [ 3 ]       |
| Borek                          | 400,3               | 49°58′8″ s. š., 13°35′7″ v. d.   | Kralovická pahorkatina  | severně od Všehrd                      |                   |
| Březina                        | 573,0               | 50°0′30″ s. š., 13°27′41″ v. d.  | Žihelská pahorkatina    | jihovýchodně od Vysoké Libyně          |                   |
| Březový vrch                   | 506,3               | 49°51′32″ s. š., 13°12′6″ v. d.  | Kaznějovská pahorkatina | severovýchodně od Klenovic             |                   |
| Březový vrch                   | 476,0               | 49°50′20″ s. š., 13°5′13″ v. d.  | Stříbrská pahorkatina   | západně od Pernarce                    |                   |
| Bukovec                        | 589,5               | 50°1′25″ s. š., 13°25′ v. d.     | Žihelská pahorkatina    | severozápadně od Bílova                |                   |
| Bukový vrch                    | 509,9               | 49°51′18″ s. š., 13°13′31″ v. d. | Kaznějovská pahorkatina | jihozápadně od Kunějovic               |                   |
| Citeř                          | 589,0               | 49°56′59″ s. š., 13°16′47″ v. d. | Kaznějovská pahorkatina | jižně od Hodovizu                      |                   |
| Čelín                          | 450,3               | 49°48′29″ s. š., 13°9′19″ v. d.  | Kaznějovská pahorkatina | západně od Lipna                       |                   |
| Čelín                          | 525,6               | 50°2′7″ s. š., 13°15′49″ v. d.   | Žihelská pahorkatina    | východně od Stvolen                    |                   |
| Čertův vrch                    | 622,8               | 49°55′26″ s. š., 13°10′7″ v. d.  | Manětínská vrchovina    | jižně od Plachtína                     | [ 1 ] [ 3 ]       |
| Červená hora                   | 510,1               | 49°59′38″ s. š., 13°27′16″ v. d. | Žihelská pahorkatina    | severovýchodně od Mariánského Týnce    |                   |
| Červený vrch                   | 514,6               | 49°53′2″ s. š., 13°25′7″ v. d.   | Kaznějovská pahorkatina | jižně od Obory                         |                   |
| Číhaná                         | 582,2               | 50°5′10″ s. š., 13°17′18″ v. d.  | Žihelská pahorkatina    | jižně od Číhání                        |                   |
| Dobrák                         | 456,2               | 49°44′18″ s. š., 13°11′28″ v. d. | Stříbrská pahorkatina   | jižně od Doubravy                      |                   |
| Dolíčka                        | 463,8               | 49°52′2″ s. š., 13°26′5″ v. d.   | Kaznějovská pahorkatina | severovýchodně od Býkova               |                   |
| Doubek                         | 549,2               | 49°56′50″ s. š., 13°18′43″ v. d. | Kaznějovská pahorkatina | jižně od Plání                         |                   |
| Doubrava                       | 496,5               | 49°51′53″ s. š., 13°16′15″ v. d. | Kaznějovská pahorkatina | severovýchodně od Nekmíře              |                   |
| Doubravický vrch               | 659,0               | 49°59′43″ s. š., 13°9′57″ v. d.  | Manětínská vrchovina    | severně od Doubravice                  |                   |
| Doubravický vrch               | 552,5               | 49°59′9″ s. š., 13°16′10″ v. d.  | Žihelská pahorkatina    | severozápadně od České Doubravice      |                   |
| Dubenčice                      | 444,9               | 49°59′ s. š., 13°38′45″ v. d.    | Kralovická pahorkatina  | jihozápadně od Lhoty                   |                   |
| Dubensko                       | 414,2               | 49°58′16″ s. š., 13°40′58″ v. d. | Kralovická pahorkatina  | východně od Chříče                     |                   |
| Džbán                          | 589,0               | 50°1′30″ s. š., 13°25′48″ v. d.  | Žihelská pahorkatina    | severně od Bílova                      |                   |
| Flaška                         | 507,2               | 49°46′5″ s. š., 13°5′14″ v. d.   | Stříbrská pahorkatina   | jihozápadně od Pňovan                  |                   |
| Gamberk (Na Šibenici)          | 538,4               | 50°2′44″ s. š., 13°16′23″ v. d.  | Žihelská pahorkatina    | severozápadně od Rabštejna nad Střelou | [ 3 ]             |
| Hajka (Hájka)                  | 589                 | 50°2′20″ s. š., 13°19′41″ v. d.  | Žihelská pahorkatina    | severně od Hluboké                     | [ 1 ] [ 4 ] [ 3 ] |
| Harabaska                      | 501,2               | 49°44′55″ s. š., 13°7′32″ v. d.  | Stříbrská pahorkatina   | severně od Kbelan                      |                   |
| Holovrch                       | 523,5               | 49°56′32″ s. š., 13°18′58″ v. d. | Kaznějovská pahorkatina | západně od Korýtek                     | [ 1 ] [ 5 ]       |
| Holý vrch                      | 444,1               | 49°57′34″ s. š., 13°29′48″ v. d. | Kralovická pahorkatina  | severozápadně od Bučku                 |                   |
| Homole                         | 453,0               | 49°58′31″ s. š., 13°32′59″ v. d. | Kralovická pahorkatina  | severovýchodně od Dřevce               |                   |
| Horka (Hůrka)                  | 516,7               | 49°52′15″ s. š., 13°7′26″ v. d.  | Stříbrská pahorkatina   | jihovýchodně od Hvožďan                |                   |
| Horka                          | 600,5               | 50°5′49″ s. š., 13°18′5″ v. d.   | Žihelská pahorkatina    | severozápadně od Kračína               |                   |
| Hradiště                       | 446,3               | 49°59′45″ s. š., 13°38′30″ v. d. | Kralovická pahorkatina  | severozápadně od Lhoty                 |                   |
| Hřebensko                      | 578,9               | 49°53′2″ s. š., 13°14′ v. d.     | Kaznějovská pahorkatina | západně od Vrtba                       |                   |
| Hůrka                          | 396,5               | 49°51′15″ s. š., 13°25′55″ v. d. | Kaznějovská pahorkatina | severozápadně od Hromnice              |                   |
| Hůrka                          | 532                 | 49°57′39″ s. š., 13°16′50″ v. d. | Kaznějovská pahorkatina | severně od Hodovizu                    | [ 1 ] [ 4 ]       |
| Hůrka                          | 574,4               | 49°54′38″ s. š., 13°3′10″ v. d.  | Stříbrská pahorkatina   | jihovýchodně od Blažimi                |                   |
| Hůrky                          | 532,0               | 49°58′14″ s. š., 13°17′3″ v. d.  | Žihelská pahorkatina    | severozápadně od Štichovic             |                   |
| Chlumek                        | 427,1               | 49°57′45″ s. š., 13°32′4″ v. d.  | Kralovická pahorkatina  | severovýchodně od Hodyně               |                   |
| Jahodník                       | 538,0               | 49°51′30″ s. š., 13°5′11″ v. d.  | Stříbrská pahorkatina   | východně od Rozněvic                   |                   |
| Jezevčiny (Holý vrch)          | 506,8               | 49°54′25″ s. š., 13°20′3″ v. d.  | Kaznějovská pahorkatina | severovýchodně od Mrtníku              | [ 1 ] [ 2 ]       |
| Kačer                          | 594,4               | 50°4′14″ s. š., 13°21′28″ v. d.  | Žihelská pahorkatina    | západně od Pastuchovic                 |                   |
| Kamenný vrch                   | 453,2               | 49°51′8″ s. š., 13°24′17″ v. d.  | Kaznějovská pahorkatina | jihozápadně od Býkova                  |                   |
| Kamenný vrch                   | 460,7               | 49°53′15″ s. š., 13°27′5″ v. d.  | Kaznějovská pahorkatina | západně od Dobříče                     |                   |
| Kanešův kopec                  | 632,8               | 50°5′14″ s. š., 13°20′27″ v. d.  | Žihelská pahorkatina    | severozápadně od Tisu u Blatna         |                   |
| Ke Lhotě                       | 363,7               | 49°41′29″ s. š., 13°17′4″ v. d.  | Plzeňská kotlina        | severně od Nové Vsi                    |                   |
| Kněží hora                     | 532,3               | 49°58′13″ s. š., 13°13′ v. d.    | Manětínská vrchovina    | severozápadně od Lipí                  |                   |
| Kočičí vrch                    | 484,0               | 49°51′ s. š., 13°12′50″ v. d.    | Kaznějovská pahorkatina | východně od Radimovic                  |                   |
| Kočičí vrch                    | 605,8               | 50°3′59″ s. š., 13°19′8″ v. d.   | Žihelská pahorkatina    | jihozápadně od Tisu u Blatna           |                   |
| Kosina                         | 456,4               | 49°51′38″ s. š., 13°26′23″ v. d. | Kaznějovská pahorkatina | severně od Hromnice                    |                   |
| Košovka                        | 527,2               | 50°0′51″ s. š., 13°20′41″ v. d.  | Žihelská pahorkatina    | severozápadně od Chrášťovic            | [ 1 ] [ 2 ]       |
| Kozelka                        | 659,8               | 49°59′40″ s. š., 13°9′29″ v. d.  | Manětínská vrchovina    | severovýchodně od Doubravice           |                   |
| Kozí zámek                     | 506,4               | 49°56′52″ s. š., 13°20′8″ v. d.  | Kaznějovská pahorkatina | jihovýchodně od Vrážného               |                   |
| Kozinec                        | 523,6               | 49°54′ s. š., 13°15′17″ v. d.    | Kaznějovská pahorkatina | severozápadně od Dolní Bělé            |                   |
| Kozinec                        | 530,0               | 49°51′42″ s. š., 13°2′40″ v. d.  | Stříbrská pahorkatina   | severovýchodně od Šipína               |                   |
| Krkavec                        | 504,3               | 49°48′10″ s. š., 13°20′28″ v. d. | Kaznějovská pahorkatina | severovýchodně od Chotíkova            |                   |
| Krmníky                        | 596,9               | 49°56′17″ s. š., 13°15′28″ v. d. | Žihelská pahorkatina    | jihozápadně od Hvozdu                  |                   |
| Kuchyňka                       | 599,4               | 50°2′46″ s. š., 13°19′3″ v. d.   | Žihelská pahorkatina    | jihozápadně od Nového Dvora            |                   |
| Kumberk (Komberk)              | 414,4               | 49°47′27″ s. š., 13°16′37″ v. d. | Kaznějovská pahorkatina | severovýchodně od Dolního Vlkýše       |                   |
| Květinky                       | 410,0               | 49°57′23″ s. š., 13°34′43″ v. d. | Kralovická pahorkatina  | jihozápadně od Všehrd                  |                   |
| Lazy                           | 424,0               | 49°55′25″ s. š., 13°25′11″ v. d. | Kaznějovská pahorkatina | východně od Nebřezin                   |                   |
| Libyňský vrch                  | 561,0               | 50°1′34″ s. š., 13°28′36″ v. d.  | Žihelská pahorkatina    | východně od Vysoké Libyně              |                   |
| Lišák                          | 676,8               | 49°55′33″ s. š., 13°5′53″ v. d.  | Manětínská vrchovina    | severně od Štipoklas                   |                   |
| Lom                            | 657,4               | 49°56′11″ s. š., 13°12′13″ v. d. | Manětínská vrchovina    | jihozápadně od Radějova                |                   |
| Luhová                         | 410,7               | 49°49′27″ s. š., 13°25′ v. d.    | Kaznějovská pahorkatina | jihozápadně od České Břízy             |                   |
| Malý Krkavec                   | 466,3               | 49°47′53″ s. š., 13°20′29″ v. d. | Kaznějovská pahorkatina | severovýchodně od Chotíkova            | [ 3 ]             |
| Malý Špičák                    | 604,7               | 49°54′7″ s. š., 13°9′26″ v. d.   | Manětínská vrchovina    | jihovýchodně od Čbánu                  |                   |
| Maršál                         | 434,9               | 49°57′1″ s. š., 13°32′41″ v. d.  | Kralovická pahorkatina  | jihozápadně od Brodeslav               |                   |
| Na Babce                       | 522,9               | 49°59′17″ s. š., 13°24′1″ v. d.  | Žihelská pahorkatina    | severozápadně od Trojan                | [ 1 ] [ 3 ]       |
| Na Cihelně                     | 407                 | 49°41′33″ s. š., 13°7′17″ v. d.  | Plzeňská kotlina        | jižně od Přehýšova                     | [ 3 ]             |
| Na Čekané                      | 375,0               | 49°47′7″ s. š., 13°14′17″ v. d.  | Stříbrská pahorkatina   | severozápadně od Města Touškov         |                   |
| Na Horách                      | 415,9               | 49°49′57″ s. š., 13°21′46″ v. d. | Kaznějovská pahorkatina | jižně od Horní Břízy                   |                   |
| Na Hrbech                      | 434,5               | 49°54′37″ s. š., 13°22′54″ v. d. | Kaznějovská pahorkatina | východně od Rybnice                    |                   |
| Na Hůrce                       | 481,5               | 49°57′22″ s. š., 13°22′53″ v. d. | Kaznějovská pahorkatina | východně od Horního Hradiště           |                   |
| Na Chocholouši                 | 397,3               | 49°57′ s. š., 13°36′54″ v. d.    | Kralovická pahorkatina  | západně od Hlinců                      |                   |
| Na Kole                        | 405,0               | 49°55′53″ s. š., 13°22′7″ v. d.  | Kaznějovská pahorkatina | západně od Plas                        |                   |
| Na Můstkách                    | 484,5               | 49°53′56″ s. š., 13°24′18″ v. d. | Kaznějovská pahorkatina | severně od Obory                       |                   |
| Na Krásnici                    | 462,2               | 49°55′ s. š., 13°22′ v. d.       | Kaznějovská pahorkatina | jihozápadně od Plas                    |                   |
| Na Rovníčkách (Huska)          | 613,5               | 49°56′53″ s. š., 13°1′36″ v. d.  | Bezdružická vrchovina   | severovýchodně od Olešovic             |                   |
| Na Skalce                      | 437,0               | 49°48′59″ s. š., 13°20′37″ v. d. | Kaznějovská pahorkatina | jihovýchodně od Ledců                  |                   |
| Na Stráži                      | 439,8               | 49°47′27″ s. š., 13°18′5″ v. d.  | Kaznějovská pahorkatina | západně od Chotíkova                   | [ 1 ] [ 3 ]       |
| Na Střešovce                   | 479,0               | 49°58′38″ s. š., 13°14′46″ v. d. | Žihelská pahorkatina    | severozápadně od Vladměřic             |                   |
| Na Vartě                       | 384,3               | 49°51′19″ s. š., 13°29′59″ v. d. | Kralovická pahorkatina  | východně od Chotiné                    |                   |
| Na Velkém vrchu                | 514,0               | 49°54′ s. š., 13°17′ v. d.       | Kaznějovská pahorkatina | severovýchodně od Dolní Bělé           |                   |
| Na Vrchu                       | 596,7               | 50°0′14″ s. š., 13°6′39″ v. d.   | Bezdružická vrchovina   | jižně od Vlkošova                      | [ 1 ] [ 2 ]       |
| Na Vyhlídce (Umíř)             | 615,6               | 49°56′12″ s. š., 13°8′10″ v. d.  | Manětínská vrchovina    | severozápadně od Umíře                 |                   |
| Nad Dvorem                     | 516,3               | 49°52′6″ s. š., 13°11′0″ v. d.   | Stříbrská pahorkatina   | východně od Podmokel                   |                   |
| Nad Luhy                       | 594,1               | 50°4′58″ s. š., 13°21′40″ v. d.  | Žihelská pahorkatina    | jihovýchodně od Tisu u Blatna          |                   |
| Nad Myslivnou                  | 604,4               | 50°3′12″ s. š., 13°19′52″ v. d.  | Žihelská pahorkatina    | severovýchodně od Nového Dvora         |                   |
| Nad Žihlí                      | 574,2               | 50°2′37″ s. š., 13°20′55″ v. d.  | Žihelská pahorkatina    | západně od Žihle                       |                   |
| Orel                           | 512,1               | 49°50′14″ s. š., 13°10′57″ v. d. | Stříbrská pahorkatina   | severovýchodně od Náklova              |                   |
| Orlík                          | 399,6               | 49°48′26″ s. š., 13°23′ v. d.    | Kaznějovská pahorkatina | jihozápadně od Třemošné                |                   |
| Ovčácký vrch                   | 524,0               | 49°52′19″ s. š., 13°10′38″ v. d. | Stříbrská pahorkatina   | severně od Podmokel                    |                   |
| Ovčí hora                      | 691,3               | 49°57′48″ s. š., 13°4′9″ v. d.   | Bezdružická vrchovina   | jihovýchodně od Dolního Jamné          |                   |
| Peklo                          | 392,6               | 49°50′36″ s. š., 13°27′35″ v. d. | Kralovická pahorkatina  | severně od Žichlic                     |                   |
| Plachtínská stráň              | 621,8               | 49°57′9″ s. š., 13°9′51″ v. d.   | Manětínská vrchovina    | jihovýchodně od Hradu Nečtiny          |                   |
| Pod Březinou                   | 467,7               | 50°0′10″ s. š., 13°22′45″ v. d.  | Žihelská pahorkatina    | severovýchodně od Řemešína             |                   |
| Pod Višňovkou                  | 442,8               | 49°49′55″ s. š., 13°4′27″ v. d.  | Stříbrská pahorkatina   | jihozápadně od Pernarce                | [ 1 ] [ 2 ] [ 3 ] |
| Polínský vrch                  | 684,4               | 49°56′9″ s. š., 13°2′35″ v. d.   | Bezdružická vrchovina   | západně od Polínek                     |                   |
| Potvorovský kopec              | 546,2               | 50°0′45″ s. š., 13°23′13″ v. d.  | Žihelská pahorkatina    | jihozápadně od Potvorova               |                   |
| Poustky                        | 596,5               | 50°3′43″ s. š., 13°18′11″ v. d.  | Žihelská pahorkatina    | jihovýchodně od Jablonné               |                   |
| Prašivec                       | 482,1               | 49°52′54″ s. š., 13°17′24″ v. d. | Kaznějovská pahorkatina | západně od Bučí                        |                   |
| Prašivý vrch                   | 606,0               | 49°54′48″ s. š., 13°12′21″ v. d. | Manětínská vrchovina    | západně od Spankova                    |                   |
| Prostřední vrch (Střední vrch) | 415,1               | 49°54′4″ s. š., 13°27′5″ v. d.   | Kaznějovská pahorkatina | západně od Koryt                       | [ 1 ] [ 4 ]       |
| Pytel                          | 486,6               | 49°56′ s. š., 13°26′35″ v. d.    | Kaznějovská pahorkatina | jihovýchodně od Babiny                 |                   |
| Račala (Hůrka)                 | 575,9               | 49°56′33″ s. š., 13°18′0″ v. d.  | Kaznějovská pahorkatina | jihozápadně od Plání                   | [ 4 ]             |
| Radějov                        | 473                 | 49°57′32″ s. š., 13°22′1″ v. d.  | Kaznějovská pahorkatina | severozápadně od Horního Hradiště      | [ 1 ] [ 4 ]       |
| Rovný                          | 341,9               | 49°41′30″ s. š., 13°13′22″ v. d. | Plzeňská kotlina        | severně od Zbůchu                      |                   |
| Saskův kopec                   | 678,9               | 49°58′13″ s. š., 13°3′45″ v. d.  | Bezdružická vrchovina   | jihovýchodně od Dolního Jamné          |                   |
| Sepuska                        | 719,1               | 49°58′46″ s. š., 13°0′54″ v. d.  | Bezdružická vrchovina   | severně od Žernovníku                  |                   |
| Skupečský vrch                 | 596,0               | 49°52′53″ s. š., 13°6′1″ v. d.   | Stříbrská pahorkatina   | jihozápadně od Něšova                  |                   |
| Smolný (Smolný vrch)           | 460,3               | 49°49′ s. š., 13°14′34″ v. d.    | Kaznějovská pahorkatina | západně od Nové Hospody                | [ 1 ] [ 2 ] [ 3 ] |
| Spálená hora                   | 513,9               | 49°56′47″ s. š., 13°26′18″ v. d. | Kaznějovská pahorkatina | severně od Babiny                      |                   |
| Stráž                          | 442,6               | 49°47′38″ s. š., 13°17′59″ v. d. | Kaznějovská pahorkatina | západně od Chotíkova                   |                   |
| Strážka                        | 413,6               | 49°46′21″ s. š., 13°11′13″ v. d. | Stříbrská pahorkatina   | východně od Plešnice                   |                   |
| Strážný vrch                   | 554,2               | 50°1′28″ s. š., 13°19′6″ v. d.   | Žihelská pahorkatina    | jihozápadně od Hluboké                 |                   |
| Svatý Jan                      | 513,5               | 49°57′42″ s. š., 13°26′0″ v. d.  | Kaznějovská pahorkatina | západně od Hadačky                     |                   |
| Sýkora                         | 457,8               | 49°46′52″ s. š., 13°6′41″ v. d.  | Stříbrská pahorkatina   | severozápadně od Pňovan                |                   |
| Sytná                          | 451,4               | 49°47′7″ s. š., 13°20′51″ v. d.  | Kaznějovská pahorkatina | jihovýchodně od Chotíkova              |                   |
| Šibenice                       | 444,0               | 49°46′28″ s. š., 13°8′ v. d.     | Stříbrská pahorkatina   | západně od Jezné                       |                   |
| Šibeniční vrch                 | 355,1               | 49°42′15″ s. š., 13°13′21″ v. d. | Plzeňská kotlina        | severovýchodně od Úherců               |                   |
| Špičák                         | 597,2               | 49°59′55″ s. š., 13°9′11″ v. d.  | Manětínská vrchovina    | jihozápadně od Mezí                    |                   |
| Špičák                         | 610,8               | 49°58′49″ s. š., 13°10′38″ v. d. | Manětínská vrchovina    | severovýchodně od Nečtin               |                   |
| Špitál                         | 404,0               | 49°49′39″ s. š., 13°20′44″ v. d. | Kaznějovská pahorkatina | východně od Ledců                      |                   |
| Špitál                         | 410,4               | 49°55′36″ s. š., 13°24′5″ v. d.  | Kaznějovská pahorkatina | jihovýchodně od Plas                   |                   |
| Špitálník                      | 462,9               | 49°57′47″ s. š., 13°19′55″ v. d. | Kaznějovská pahorkatina | jihozápadně od Ondřejova               |                   |
| Tři Kříže                      | 530,4               | 50°0′17″ s. š., 13°19′42″ v. d.  | Žihelská pahorkatina    | jihozápadně od Velké Černé Hatě        |                   |
| Tříkopec                       | 402,7               | 49°41′9″ s. š., 13°7′49″ v. d.   | Plzeňská kotlina        | jižně od Přehýšova                     |                   |
| U Křivců                       | 566,9               | 49°56′ s. š., 12°59′1″ v. d.     | Bezdružická vrchovina   | jihozápadně od Úterý                   |                   |
| U Petra                        | 405,5               | 49°49′57″ s. š., 13°27′13″ v. d. | Kralovická pahorkatina  | jihozápadně od Žichlic                 | [ 3 ]             |
| U Prokopa                      | 474,4               | 49°52′34″ s. š., 13°25′40″ v. d. | Kaznějovská pahorkatina | jihovýchodně od Obory                  |                   |
| U Rájové                       | 471,4               | 49°46′35″ s. š., 13°5′4″ v. d.   | Stříbrská pahorkatina   | západně od Pňovan                      |                   |
| U Věže                         | 679,5               | 49°59′2″ s. š., 13°6′13″ v. d.   | Žihelská pahorkatina    | západně od Kamenné Hory                |                   |
| U Vísky                        | 480,3               | 50°2′19″ s. š., 13°14′26″ v. d.  | Manětínská vrchovina    | severovýchodně od Stvolen              |                   |
| U Višně (Dvorský vrch)         | 677,8               | 49°57′12″ s. š., 13°4′18″ v. d.  | Bezdružická vrchovina   | severozápadně od Trhomného             | [ 1 ] [ 4 ]       |
| Úvratce                        | 518,1               | 50°1′8″ s. š., 13°16′5″ v. d.    | Žihelská pahorkatina    | jihozápadně od Kotanče                 |                   |
| Úvratec                        | 545,1               | 50°0′41″ s. š., 13°16′30″ v. d.  | Žihelská pahorkatina    | jihozápadně od Kotanče                 |                   |
| V Babkách                      | 506,1               | 50°3′58″ s. š., 13°22′52″ v. d.  | Žihelská pahorkatina    | jihozápadně od Pastuchovic             |                   |
| V Hlínách                      | 458,0               | 49°58′55″ s. š., 13°35′5″ v. d.  | Kralovická pahorkatina  | jihovýchodně od Hedčan                 |                   |
| Velká Lužina                   | 402                 | 49°50′17″ s. š., 13°23′5″ v. d.  | Kaznějovská pahorkatina | východně od Horní Břízy                | [ 3 ]             |
| Velká mýť                      | 658,1               | 49°56′43″ s. š., 13°11′16″ v. d. | Manětínská vrchovina    | východně od Plachtína                  |                   |
| Velký Špičák                   | 554,5               | 50°0′28″ s. š., 13°29′11″ v. d.  | Žihelská pahorkatina    | západně od Hradecka                    |                   |
| Vinice                         | 588,9               | 49°52′0″ s. š., 13°6′11″ v. d.   | Kaznějovská pahorkatina | jihozápadně od Skupče                  |                   |
| Vlčí jámy                      | 405                 | 49°44′24″ s. š., 13°13′52″ v. d. | Plzeňská kotlina        | jihovýchodně od Myslinky               | [ 3 ]             |
| Vlčiny                         | 397,1               | 49°48′42″ s. š., 13°27′55″ v. d. | Kralovická pahorkatina  | severovýchodně od Dolan                |                   |
| Volší (Na Klínu, V Olší)       | 484,2               | 49°59′39″ s. š., 13°19′19″ v. d. | Žihelská pahorkatina    | severovýchodně od Strážiště            | [ 1 ] [ 2 ]       |
| Vrkouše                        | 514,2               | 50°0′15″ s. š., 13°20′29″ v. d.  | Žihelská pahorkatina    | jihovýchodně od Velké Černé Hatě       |                   |
| Výrovec                        | 489,4               | 49°59′57″ s. š., 13°17′32″ v. d. | Žihelská pahorkatina    | jihovýchodně od Vysočan                |                   |
| Vysoký vrch                    | 608,5               | 49°58′11″ s. š., 13°10′28″ v. d. | Manětínská vrchovina    | jihovýchodně od Nečtin                 |                   |
| Za Kameníkovým                 | 389,9               | 49°55′37″ s. š., 13°30′48″ v. d. | Kralovická pahorkatina  | západně od Kozojed                     |                   |
| Za Křížkem                     | 368,6               | 49°48′57″ s. š., 13°26′14″ v. d. | Kralovická pahorkatina  | severovýchodně od Zruče                |                   |
| Za Ovčínem                     | 384,5               | 49°53′57″ s. š., 13°31′41″ v. d. | Kaznějovská pahorkatina | jihozápadně od Robčic                  |                   |
| Za Skalkou                     | 555,3               | 49°59′45″ s. š., 13°24′52″ v. d. | Žihelská pahorkatina    | severně od Bukoviny                    |                   |
| Za Zámkem                      | 505                 | 49°50′55″ s. š., 13°9′6″ v. d.   | Stříbrská pahorkatina   | západně od Chrančovic                  | [ 3 ]             |
| Zadní puchýř                   | 494                 | 49°53′33″ s. š., 13°24′15″ v. d. | Kaznějovská pahorkatina | severozápadně od Obory                 | [ 1 ] [ 4 ]       |
| Zimův vršek (Zimov)            | 538,2               | 49°57′18″ s. š., 13°19′ v. d.    | Kaznějovská pahorkatina | severovýchodně od Plání                | [ 3 ]             |
| Žebrák                         | 621                 | 50°4′54″ s. š., 13°20′54″ v. d.  | Žihelská pahorkatina    | jižně od Tisu u Blatna                 | [ 1 ] [ 4 ]       |
| Železný vrch                   | 444                 | 49°41′29″ s. š., 13°5′14″ v. d.  | Stříbrská pahorkatina   | jihozápadně od Bítova                  | [ 3 ]             |

## Vrcholy zaniklé v důsledku těžby
| Vrchol         | Původní nadmořská výška (m) | Podcelek                        | Poloha                 |                         |
| -------------- | --------------------------- | ------------------------------- | ---------------------- | ----------------------- |
| Burda          | 481,8                       | 49°46′7″ s. š., 13°8′0″ v. d.   | Stříbrská pahorkatina  | jihovýchodně od Pňovan  |
| Na Kluku       | 455                         | 49°59′8″ s. š., 13°20′47″ v. d. | Žihelská pahorkatina   | západně od Mladotic     |
| Pekelný vrch   | 601                         | 49°57′11″ s. š., 13°7′20″ v. d. | Manětínská vrchovina   | jihozápadně od Březína  |
| Šibenický vrch | 478                         | 50° s. š., 13°31′39″ v. d.      | Kralovická pahorkatina | severozápadně od Kožlan |